# حارة الأرمن (القدس)

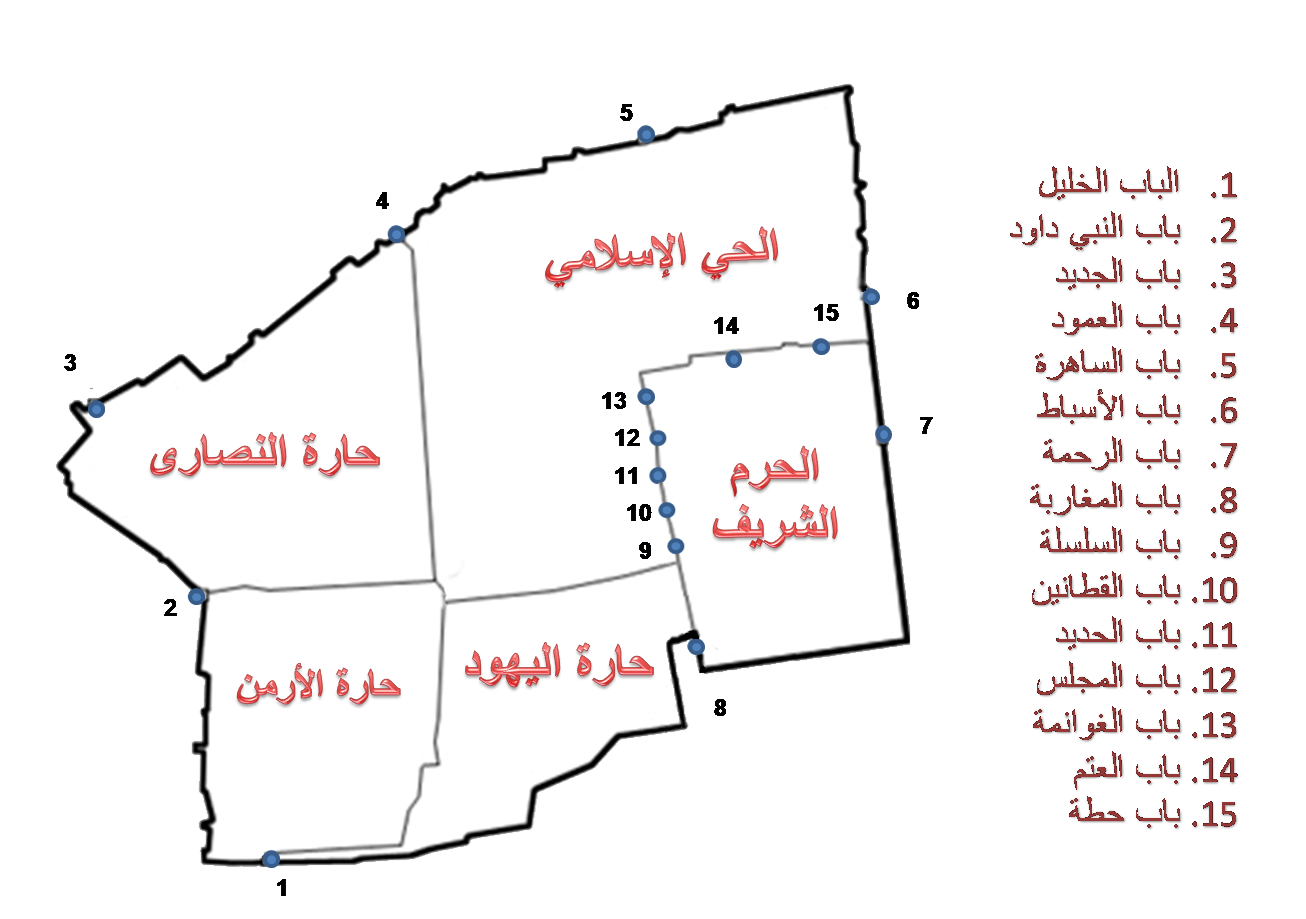
موقع حارة الأرمن بالبلدة القديمة.

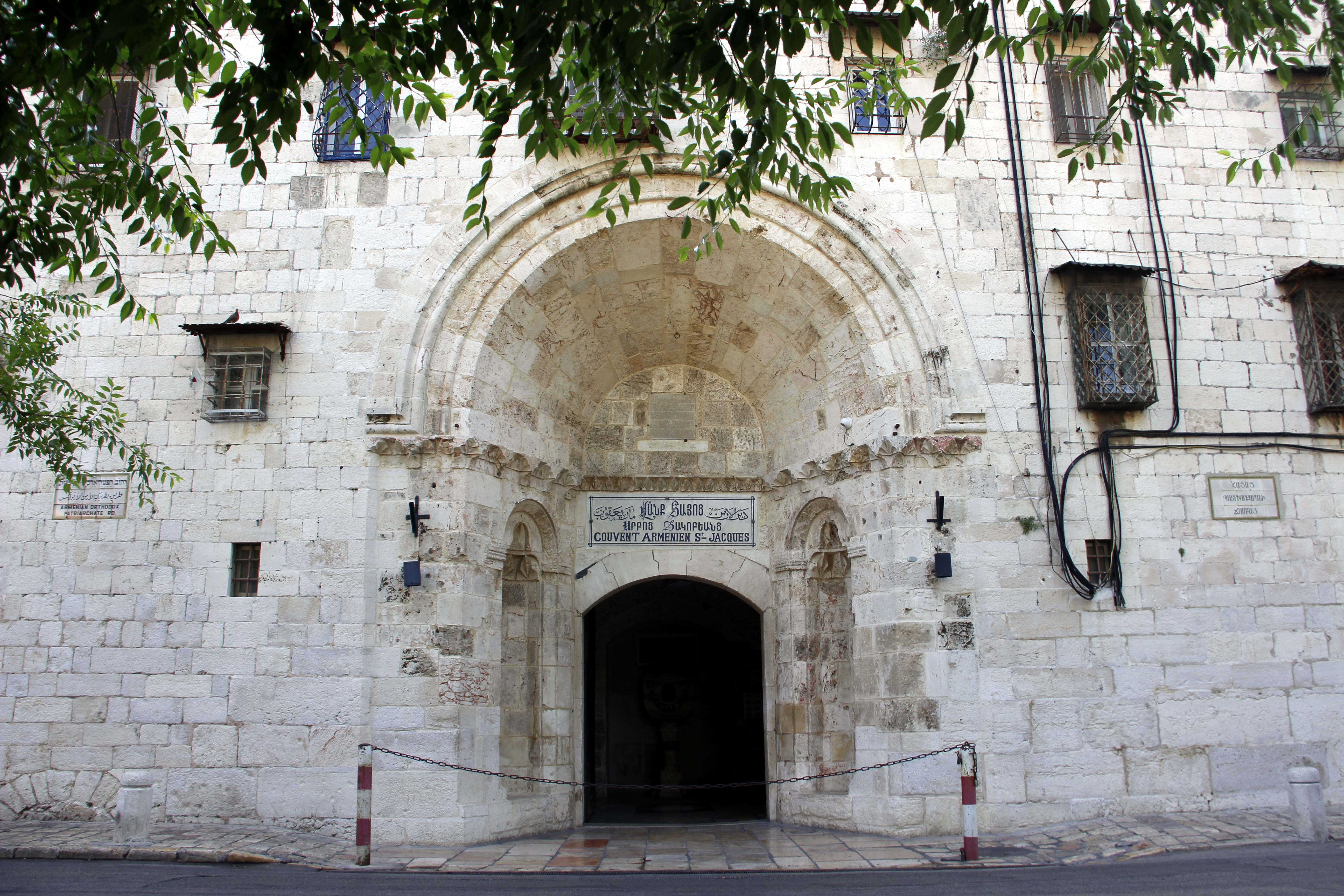
مدخل كاتدرائية القديس يعقوب للأرمن.

حارة الأرمن أحد الأحياء الأربعة بالبلدة القديمة لمدينة القدس. تقع في الناحية الجنوبية الغربيّة للبلدة القديمة، حيثُ يمكن الوصول لها من خلال باب النبي داود. تبلغ مساحتها 0.126 كم² (126 دونم)، أي 14% من إجمالي مساحة البلدة القديمة. بلغ عدد سكانها 2424 نسمة (6.55٪ من إجمالي المدينة القديمة) حسب احصائيات سنة 2007. وهو مشابه لحارة اليهود من حيث المساحة وعدد السكان. ويفصل حي الأرمن عن الحي المسيحي شارع داود (سوق البازار) وعن الحي اليهودي شارع حباد (سوق الحصر).
ويعود الوجود الأرمني في القدس إلى القرن الرابع الميلادي، عندما اعتمدت أرمينيا المسيحية كدين وطني واستقر الرهبان الأرمن في القدس. وبالتالي فهي تعتبر أقدم مجتمع شتات للأرمينيين خارج المرتفعات الأرمنية. وبالتدريج تطور الحي حول كاتدرائية القديس يعقوب (المَعلم الأكثر هيمنة على المنطقة)، وشكل الكتدرائية الحديث تكون بحلول القرن التاسع عشر. ويضم الدير بطريركية القدس التابعة للكنيسة الأرمنية الرسولية، والتي تأسست كأبرشية في القرن السابع الميلادي. وحاليًا البطريركية هي المسؤول الفعلي للحي وتعمل بمثابة "دولة رفاهية مصغرة" لحوالي 2000 من السكان الأرمن.
ورغم أن الأرمن مستقلين مؤسسيًا عن المسيحيين الروم الأرثوذكس والكاثوليك، إلا أن الأرمن يعتبرون حيهم جزءً من الحي المسيحي. واتحدت البطريكيات الثلاث في القدس علنًا ضد أي قرار يسعى لتقسيم الحي سياسيًا أو دينيًا. أما الدعوات لفصل حي الأرمن عن الحي المسيحي جاءت لاعتبارات اللغة والجنسية، لأن الأرمن ليسوا من الناطقين بالعربية ولا من حاملي الجنسية الفلسطينية.
وحي الأرمن هو أحد الأحياء الأربعة في المدينة المقدسة، والأحياء الثلاثة الأخرى هي حارة النصارى، والحي الإسلامي، بالإضافة إلى حارة المغاربة أو حارة اليهود (أقدمت إسرائيل على هدمها بعد حرب 1967 لتصبح ساحة حائط البراق ويسميه اليهود «حائط المبكى». هذا الحي معظم السكان فيه من الأرمن المسيحيين، ويعتبرون أنفسهم من الفلسطينيين حيث أن الكثير منهم يرفض الاحتلال ويقاومه. ويوجد دير قديم في هذا الحي وكذلك بعض المعالم الإسلامية، ويقع في جنوب البلدة القديمة ويطل على باب النبي داود.

## الموقع
يقع الحي الأرمني في الناحيّة الجنوبية الغربية من البلدة القديمة في القدس. ويمكن الوصول له من باب النبي داود وباب الخليل. وقد نشأ حي الأرمن في المنطقة المحيطة بالدير الخاص بالأرمن في المدينة المقدسة، والتي هي موجودة حاليًا في الجزء الجنوبي من الحي. وقد رُسمت حدود الحي في القدس كما هي الآن ضمن اتفاقية خرائط المهندسين الملكيين لفلسطين ولبنان وسوريا (1840-1841). كذلك وصفت حدودها لاحقًا من قِبل جورج ويليامز.

## التاريخ
كانت أرمينيا تحت حكم الملك تيريدات الثالث خلال مطلع القرن الرابع، والتي كانت أول دولة في العالم تتبنى الدين المسيحي كدين رسمي للبلاد. وبرز خلال تلك الفترة استيطان عدد كبير من الرهبان في القدس. بعد اكتشاف وشهرة الأماكن المقدسة المسيحية في المدينة. إلا أن جميع السجلات المكتوبة عن الوجود الآرمني في القدس تعود للقرن الخامس. وبالتالي فإن القدس أقدم مجتمع للشتات الأرمني موجود حتى الآن.
وحسب رأي الكاتب فيليب مارسدن أن بقاء الأرمن في القدس يعتبر "الأكثر كثافة من بين جميع المدن" يدل على قدرتهم غير العادية على الصمود. هذا الوجود أدى إلى تشييد العديد من الكنائس الأرمنية خلال تلك الفترة، وكاتدرائية القديس يعقوب للأرمن إحدى تلك الأديرة، والذي تم توسيعه آخر مرة في منتصف القرن الثاني عشر. ويعتقد أن المناسخ كانت قد بدأت بالعمل منذ منتصف القرن الخامس الميلادي. ثم تشكل مجتمع علماني يضم الحرفيين والتجار ورجال الدين في حارة اليهود خلال القرن السادس، وكان يوجد كذلك طريق للأرمن "رودا أرمينيورم".